# Squamanita schreieri
Squamanita schreieri är en svampart som beskrevs av Imbach 1946. Squamanita schreieri ingår i släktet Squamanita och familjen Tricholomataceae.   Inga underarter finns listade i Catalogue of Life.